# Maggie Lindemann
Pour les articles homonymes, voir Lindemann.
Margaret Elizabeth « Maggie » Lindemann  (née le 21 juillet 1998)  est une chanteuse, influenceuse et compositrice américaine. Elle est notamment connue pour son single Pretty Girl en 2016, qui a atteint la quatrième place en Suède, la sixième en Irlande et la huitième au Royaume-Uni et aux Pays-Bas.

## Jeunesse et débuts
Margaret Elizabeth Lindemann est née le 21 juillet 1998 à Dallas, au Texas, dans une famille germano-écossaise. 
Elle se fait connaître grâce à la plateforme Instagram, sur laquelle elle comptait 4,4 millions d'abonnés en janvier 2021.
Sa carrière dans la musique a commencé lorsque son manager, Gerald Tennison, a découvert une vidéo d'elle chantant sur sa page Instagram. Elle a ensuite déménagé à Los Angeles pour poursuivre la musique.

## Carrière musicale
Son premier single Knocking On Your Heart est sorti en septembre 2015. La chanson lui a valu une place dans le Top 20 du iTunes Alternative Chart dans les 24 heures suivant sa sortie. Son deuxième single Couple Of Kids est sorti le 30 octobre 2015. Le 29 janvier 2016, son troisième single Things est sorti, ce qui lui a valu un autre succès dans le top 25 du iTunes Alternative Chart dans la journée suivant sa sortie. La chanson a également dominé le Top 50 du classement mondial Spotify Viral 50 et le top 5 du classement viral au Canada. Le clip officiel de son single Things est sorti sur sa chaîne YouTube le 5 février 2016.
Lindemann a sorti le single Friends Go le 24 avril 2019. La chanson a ensuite été rééditée, avec Travis Barker. Jusqu'en 2020, elle a sorti quatre singles ; Knife under my pillow, Gaslight!, Scissorhands et Loner. Les quatre chansons, ainsi que quatre autres chansons, seront incluses sur la tracklist du premier EP de Lindemann, Paranoia. L'EP et Lindemann elle-même ont reçu les éloges d'Alternative Press, qui a reconnu son « arrière-plan pop » et apprécié que Lindemann « mélange les genres et expérimente des sons rock et métal ».

## Vie privée
En 2015, une vidéo fuite sur Tumblr, montrant la star de Vine Carter Reynolds essayant de convaincre Lindemann de lui faire une fellation, bien qu'elle dise continuellement « cela me met tellement mal à l'aise ». Reynolds avait 19 ans, Lindemann avait 16 ans,.
En 2016, Lindemann s'est publiquement déclarée bisexuelle. Lindemann entretenait une relation avec Brandon Arreaga, membre du boys band PrettyMuch de 2019 à 2022. En mai 2022, Lindemann a partagé via ses stories Instagram qu'elle et Arreaga s'étaient séparés.
La meilleure amie de Maggie Lindemann est Madison Beer.

## Influences
Lindemann déclare être principalement influencée par des artistes comme Lana Del Rey, Banks et Spooky Black qu'elle qualifie de « stars anti-pop ... des artistes décalés qui font leur truc individuel et ne se soucient pas d'être mainstream. »

## Discographie

### EP
| Titre    | Détails de l'album                                                                     |
| -------- | -------------------------------------------------------------------------------------- |
| Paranoïa | - À paraître: le 22 janvier 2021 - Label: Caroline - Formats: Téléchargement numérique |

### Singles
| Knocking on Your Heart                                            | 2015 | —  | —  | —  | —  | —  | — | —  | — | — | —  | — |                                                             | Non-album singles |
| Couple of Kids                                                    | 2015 | —  | —  | —  | —  | —  | — | —  | — | — | —  | — |                                                             | Non-album singles |
| Things                                                            | 2016 | —  | —  | —  | —  | —  | — | —  | — | — | —  | — |                                                             | Non-album singles |
| Pretty Girl                                                       | 2016 | 12 | 27 | 71 | 13 | 25 | 6 | 16 | 8 | 4 | 42 | 8 | - ARIA: 3× Platinum - BPI: 2× Platinum - IFPI DEN: Platinum | Non-album singles |
| Obsessed                                                          | 2017 | —  | —  | —  | —  | —  | — | —  | — | — | —  | — |                                                             | Non-album singles |
| Human                                                             | 2018 | —  | —  | —  | —  | —  | — | —  | — | — | —  | — |                                                             | Non-album singles |
| Would I                                                           | 2018 | —  | —  | —  | —  | —  | — | —  | — | — | —  | — |                                                             | Non-album singles |
| Friends Go (solo ou avec Travis Barker)                           | 2019 | —  | —  | —  | —  | —  | — | —  | — | — | —  | — |                                                             | Non-album singles |
| Knife Under My Pillow                                             | 2020 | —  | —  | —  | —  | —  | — | —  | — | — | —  | — |                                                             | Paranoia          |
| Gaslight (featuring Siiickbrain)                                  | 2020 | —  | —  | —  | —  | —  | — | —  | — | — | —  | — |                                                             | Paranoia          |
| Scissorhands                                                      | 2020 | —  | —  | —  | —  | —  | — | —  | — | — | —  | — |                                                             | Paranoia          |
| Loner                                                             | 2020 | —  | —  | —  | —  | —  | — | —  | — | — | —  | — |                                                             | Paranoia          |
| hostage                                                           | 2024 |    |    |    |    |    |   |    |   |   |    |   |                                                             |                   |
| deprecating (ft. Siiikbrain)                                      | 2024 |    |    |    |    |    |   |    |   |   |    |   |                                                             |                   |
| "—" indique un single qui ne s'est pas classé ou n'est pas sorti. |      |    |    |    |    |    |   |    |   |   |    |   |                                                             |                   |

### En featuring
| Titre                                         | An   | Album                          |
| --------------------------------------------- | ---- | ------------------------------ |
| Personnel (The Vamps avec Maggie Lindemann)   | 2017 | Nuit et jour (édition de jour) |
| Lune et étoiles ($ PAS avec Maggie Lindemann) | 2020 | - TRAGÉDIE +                   |

### Remix
| Titre                                  | An   |
| -------------------------------------- | ---- |
| Jolie fille (Ye Remix)                 | 2017 |
| Jolie fille (Taylor Wise Remix)        | 2017 |
| Jolie fille (Cheat Codes & Cade Remix) | 2017 |